# Бел Сити (Мисури)
Бел Сити (енгл. Bell City) град је у америчкој савезној држави Мисури.

## Демографија
По попису из 2010. године број становника је 448, што је 13 (-2,8%) становника мање него 2000. године.
| Група             | 2000.       | 2010.       |
| Белци             | 450 (97,6%) | 423 (94,4%) |
| Афроамериканци    | 5 (1,1%)    | 8 (1,8%)    |
| Азијати           | 0 (0,0%)    | 0 (0,0%)    |
| Хиспаноамериканци | 4 (0,9%)    | 1 (0,2%)    |
| Укупно            | 461         | 448         |